# The Shrine (pel·lícula)
The Shrine és una pel·lícula de terror canadenca produïda per Brookstreet Pictures estrenada l'any 2010. La pel·lícula va ser dirigida per Jon Knautz i la protagonitzen Aaron Ashmore, Cindy Sampson, Meghan Heffern, i Trevor Matthews. El guió va ser escrit per Jon Knautz, Brendan Moore, i Trevor Matthews. Ryan Shore va rebre un Premi Grammy el 2012 en nominació a la Millor Música per la seva banda sonora.

## Argument
La pel·lícula comença amb un home lligat a una taula cerimonial. Després un altre home el mata amb un martell a la cara.
La periodista, Carmen (Cindy Sampson), està tenint problemes en la relació amb el seu xicot, Marcus (Aaron Ashmore), que és fotògraf. Carme no para de pensar en la feina i tendeix a ignorar-lo.

## Repartiment
- Aaron Ashmore: Marcus
- Cindy Sampson: Carmen
- Meghan Heffern: Sara
- Laura DeCarteret: Laura Taylor
- Ben Lewis: Eric Taylor
- Trevor Matthews: Henryk
- Connor Stanhope: Dariusz
- Monica Bugajski: Emilia

## Premis i nominacions

### Nominacions
- 2012: Grammy Awards a la millor banda sonora per mitjà visual per Ryan Shore